# Hans Bogaerts
Hans Bogaerts (Brussel, 2 oktober 1924) is een Belgisch schilder.

## Levensloop
Hij was de zoon van auteur en journalist Theo Bogaerts sr. en Miesje Steenhoff, de broer van auteur en journalist Theo Bogaerts jr. en de kleinzoon van kunstcriticus en schilder Willem Steenhoff.
Bogaerts genoot zijn opleiding aan het Atelier Sint-Lukas te Brussel en was actief als onder meer aquarellist van 1952 tot 1986.